# 小行星2254
小行星2254（2254 Requiem）是一颗围绕太阳公转的小行星。1977年8月19日，尼古拉·切爾尼赫在克里米亚发现了此天体。
該小行星以鎮魂曲命名，以紀念切爾尼赫的母親。
这颗小行星的绝对星等为24.46746等。